# Station Hendaye
Station Hendaye is een spoorwegstation in de Franse gemeente Hendaye.

## Geschiedenis
Dit station ligt aan de spoorlijn van Bordeaux naar Irun waarvan het laatste deel tussen Bayonne via Hendaye naar Irun werd geopend in 1864.
Van 1906 tot 1936 was er een tramlijn die het station verbond met Hendaye-Plage, de wijk aan het strand.
Op 23 oktober 1940 vond in dit station de ontmoeting in Hendaye plaats tussen Francisco Franco en Adolf Hitler. Tijdens de zeven uur durende ontmoeting probeerden Hitler en zijn Minister van Buitenlandse Zaken Von Ribbentrop om Franco te bewegen deel te nemen aan de Tweede Wereldoorlog aan de kant van de asmogendheden, maar de ontmoeting eindigde ermee dat hij Franco's voorwaarden om deel te nemen te veeleisend achtte. Uiteindelijk zouden de twee een nietszeggend akkoord tekenen, waarin Franco beloofde deel te gaan nemen aan een oorlog op een moment dat hij zelf verkoos, in ruil voor verder niet gespecificeerde gebieden in Noord-Afrika. In de praktijk betekende dit dat Spanje buiten de oorlog bleef. 

## Grensstation spoorwegen
Het is het Franse grensstation aan de grens met Spanje. Doordat de Spaanse spoorwegen een afwijkende spoorwijdte hebben, moesten de internationale reizigers er meestal overstappen. Dat geldt vooral voor de reizigers van Spanje naar Frankrijk - reizigers van Frankrijk naar Spanje stapten in Irún over. Deze twee stations bevinden zich op ongeveer 2 km afstand, gescheiden door een tweesporige brug (Frans normaalspoor en Spaans breedspoor) over de grensrivier Bidasoa. Daarnaast ligt nog de enkelsporige brug (smalspoor) van EuskoTren.
Langs het tweede en derde perron kunnen Spaanse en Franse treinen aan weerszijden stoppen. Om te vermijden dat passagiers op hetzelfde perron zonder paspoortcontrole zouden kunnen overstappen werd er een hek geplaatst in de lengterichting van het perron. Passagiers liepen door de tunnel (waarin ook een hek stond) naar het hoofdgebouw voor de controle, en door de tunnel terug naar het perron.
Sinds 2017 rijden de treinen echter niet meer over de grens door en moeten de reizigers zien om op eigen gelegenheid van het ene station over de grens naar het andere station te komen. De meest aangewezen mogelijkheid is de Topo. De enige uitzondering was de Sud Express naar Lissabon. Deze trein bleef vanuit Irun doorrijden naar Hendaye en begon sinds 2018 in Hendaye in plaats van in Irun. Hieraan kwam een einde in 2020 toen de Sud Express als gevolg van de coronapandemie werd opgeheven en nooit meer werd hersteld. Daarmee was een eind gekomen aan het grensoverschrijdende reizigersvervoer van de nationale spoorwegmaatschappijen tussen Hendaye en Irun.
Er was tot 1994 een installatie in Hendaye waarmee treinen op andere draaistellen kunnen worden gezet, zodat overstappen niet nodig is. Deze installatie is afgebroken. Een trein kon worden opgevijzeld waarbij de draaistellen bleven staan. Nadat er andere draaistellen onder de trein werden getrokken, liet men de trein weer zakken.
Er is in Hendaye nog wel een installatie waarmee de assen van goederenwagens kunnen worden gewisseld.

## Meterspoorstation

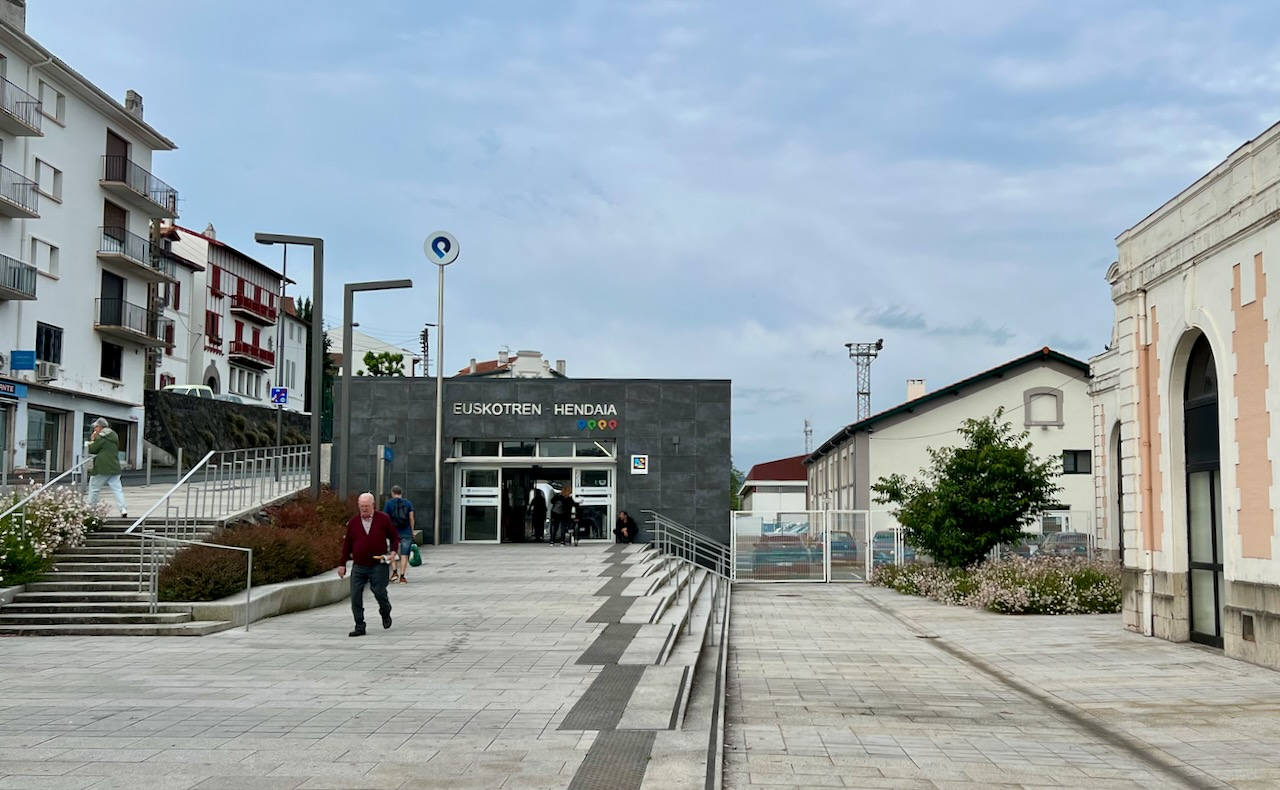
Het station van Euskotren in Hendaye na de aanpassing van 2022.

Er is een derde spoorwijdte in Hendaye, want op het voorplein van het station is een eindstation van de Topo, die op meterspoor rijdt. Dit spoor was aanvankelijk aangelegd als reguliere spoorlijn om San Sebastián te verbinden met Irun en Hendaye, en is geopend in 1913. In 2012 is deze lijn omgedoopt tot metro, maar sinds 2017 is de officiële naam Topo en wordt de aanduiding metro niet meer gebruikt. In 2022 heeft dit station een nieuw, ruimer gebouw en een tweede spoor gekregen. 